# Chiesa di San Bartolomeo Apostolo (Orgnano)
La chiesa di San Bartolomeo Apostolo è la parrocchiale di Orgnano, in provincia ed arcidiocesi di Udine; fa parte della forania del Medio Friuli.

## Storia
La chiesa di San Bartolomeo di Orgnano fu costruita nel corso del XV secolo. Si sa che, nei secoli successivi, la chiesa cadde in rovina. Soltanto nel XIX secolo questa chiesa fu riaperta al culto. Per tutta la seconda metà dell'Ottocento l'edificio venne abbellito e subì numerosi interventi di restauro.
Nel 1935 divenne parrocchiale e, nel 1954, fu riedificata l'abside.